# Cupa Mondială de Baschet Masculin din 2019 - Grupa E
Grupa E de la Cupa Mondială de Baschet Masculin din 2019 a fost o grupă preliminară din cadrul Cupei Mondiale de Baschet Masculin din 2019 care și-a desfășurat meciurile la Shanghai Oriental Sports Center, Shanghai. Echipele care au făcut parte din această grupă au fost: Cehia, Japonia, Statele Unite și Turcia. Fiecare echipă a jucat cu fiecare echipă, primele două s-au calificat pentru a doua rundă, iar ultimele două pentru grupele pentru stabilirea părții inferioare a clasamentului final.

## Clasament
| Loc | Echipa        | MJ | V | Î | PM  | PP  | PD  | Pct | Calificare                               |
| --- | ------------- | -- | - | - | --- | --- | --- | --- | ---------------------------------------- |
| 1   | Statele Unite | 3  | 3 | 0 | 279 | 204 | +75 | 6   | Avansează în Etapa a doua                |
| 2   | Cehia         | 3  | 2 | 1 | 247 | 240 | +7  | 5   | Avansează în Etapa a doua                |
| 3   | Turcia        | 3  | 1 | 2 | 254 | 251 | +3  | 4   | Calificare pentru meciurile de clasament |
| 4   | Japonia       | 3  | 0 | 3 | 188 | 273 | −85 | 3   | Calificare pentru meciurile de clasament |

## Meciuri

### Turcia vs. Japonia
| 1 septembrie 2019 16:30 |

| Raport |

| Turcia                                           | 86–67 | Japonia                                                 |
| Scorul pe sferturi: 28–12, 19–23, 20–14, 19–18   |       |                                                         |
| Pt: Mahmutoğlu 17 Rec: İlyasova 9 Pase: Balbay 8 |       | Pt: Fazekas, Hachimura 15 Rec: Hachimura 7 Pase: Baba 4 |

### Cehia vs. Statele Unite
| 1 septembrie 2019 20:30 |

| Raport |

| Cehia                                               | 67–88 | Statele Unite                                |
| Scorul pe sferturi: 14–17, 15–26, 19–23, 19–22      |       |                                              |
| Pt: Satoranský 17 Rec: Bohačík 9 Pase: Satoranský 5 |       | Pt: Mitchell 16 Rec: Turner 7 Pase: Walker 4 |

### Japonia vs. Cehia
| 3 septembrie 2019 16:30 |

| Raport |

| Japonia                                                       | 76–89 | Cehia                                                   |
| Scorul pe sferturi: 18–18, 22–27, 15–19, 21–25                |       |                                                         |
| Pt: Hachimura 21 Rec: Fazekas 10 Pase: Hachimura, Shinoyama 4 |       | Pt: Bohačík, Schilb 22 Rec: Balvín 8 Pase: Satoransky 7 |

### Statele Unite vs. Turcia
| 3 septembrie 2019 20:30 |

| Raport |

| Statele Unite                                                   | 93–92 (OT) | Turcia                                         |
| Scorul pe sferturi: 26–21, 21–21, 18–19, 16–20, Overtime: 12–11 |            |                                                |
| Pt: Middleton 15 Rec: Tatum 11 Pase: Walker 7                   |            | Pt: İlyasova 23 Rec: İlyasova 14 Pase: Osman 4 |

### Turcia vs. Cehia
| 5 septembrie 2019 16:30 |

| Raport |

| Turcia                                                   | 76–91 | Cehia                                       |
| Scorul pe sferturi: 16–22, 19–21, 25–23, 16–25           |       |                                             |
| Pt: Osman 24 Rec: trei jucători 4 Pase: patru jucători 3 |       | Pt: Hruban 18 Rec: Balvín 11 Pase: Schilb 8 |

### Statele Unite vs. Japonia
| 5 septembrie 2019 20:30 |

| Raport |

| Statele Unite                                | 98–45 | Japonia                                      |
| Scorul pe sferturi: 23–9, 33–14, 28–8, 14–14 |       |                                              |
| Pt: Brown 20 Rec: Turner 9 Pase: Walker 8    |       | Pt: Baba 18 Rec: Takeuchi 6 Pase: Watanabe 2 |